# Ставичанська сільська рада
Ставича́нська сільська́ ра́да — адміністративно-територіальна одиниця та орган місцевого самоврядування у Славутському районі Хмельницької області. Адміністративний центр — село Ставичани.

## Загальні відомості
Ставичанська сільська рада утворена в 1947 році.
- Територія ради: 23,61 км²
- Населення ради: 791 особа (станом на 2001 рік)

## Населені пункти
Сільській раді підпорядковані населені пункти:
- с. Ставичани
- с. Кутки

## Склад ради
Рада складається з 12 депутатів та голови.
- Голова ради: Гуменюк Віталій Володимирович
- Секретар ради: Скок Оксана Антонівна

### Керівний склад попередніх скликань
| Прізвище, ім'я, по батькові   | Основні відомості                                                             | Дата обрання | Дата звільнення |
| ----------------------------- | ----------------------------------------------------------------------------- | ------------ | --------------- |
| Гуменюк Віталій Володимирович | Сільський голова, 1970 року народження, освіта середня загальна, безпартійний | 26.03.2006   | 31.10.2010      |
| Гуменюк Віталій Володимирович | Сільський голова, 1970 року народження, освіта середня загальна, безпартійний | 31.10.2010   |                 |

Примітка: таблиця складена за даними сайту Верховної Ради України

### Депутати
За результатами місцевих виборів 2010 року депутатами ради стали:

#### За суб'єктами висування
| Суб'єкт висування           | Кількість обраних депутатів | %    |
| --------------------------- | --------------------------- | ---- |
| Самовисування               | 7                           | 58,3 |
| Комуністична партія України | 3                           | 25   |
| Народна партія              | 2                           | 16,7 |

#### За округами
| № округу                    | Прізвище, ім'я, по батькові  | Дата визнання обраним | Освіта  | Партійна приналежність            | Відомості про обраного депутата                  |
| --------------------------- | ---------------------------- | --------------------- | ------- | --------------------------------- | ------------------------------------------------ |
| Комуністична партія України |                              |                       |         |                                   |                                                  |
| 3                           | Маліновський Микола Іванович | 01.11.2010            | середня | позапартійний                     | СТОВ Україна с. Ставичани, комірник              |
| 5                           | Ярмолюк Руслан Володимирович | 01.11.2010            | середня | позапартійний                     | СТОВ Україна с. Стави чани, завфермою            |
| 11                          | Дячук Ірина Іванівна         | 01.11.2010            | середня | член Комуністичної партії України | Кутківське відділення зв'язку, начальник         |
| Народна Партія              |                              |                       |         |                                   |                                                  |
| 2                           | Скок Оксана Антонівна        | 01.11.2010            | середня | позапартійна                      | Сільська рада, секретар                          |
| 9                           | Гуменюк Лариса Василівна     | 01.11.2010            | середня | член Народної партії              | с. Кутки, соц. працівник                         |
| Самовисування               |                              |                       |         |                                   |                                                  |
| 1                           | Корсун Тамара Олександрівна  | 01.11.2010            | вища    | позапартійна                      | Бібліотека с. Ставичани, бібліотекар             |
| 4                           | Корсун Іван Анатолійович     | 01.11.2010            | вища    | позапартійний                     | Ставичанська загальноосвітня школа, директор     |
| 6                           | Боб Валентина Леонідівна     | 01.11.2010            | вища    | позапартійна                      | Ставичанська загальноосвітня школа, вчитель      |
| 7                           | Калько Ганна Степанівна      | 01.11.2010            | середня | позапартійна                      | Кутківський сільський клуб, зав клубом           |
| 8                           | Опанасик Сергій Іванович     | 01.11.2010            | вища    | позапартійний                     | Кутківська загальноосвітня школа, вчитель        |
| 10                          | Самчук Володимир Іванович    | 01.11.2010            | середня | позапартійний                     | с. Кутки, соц. працівник                         |
| 12                          | Облог Наталія Миколаївна     | 01.11.2010            | середня | позапартійна                      | Кутківська загальноосвітня школа, техпраців- ник |

## Господарська діяльність
Основним видом господарської діяльності сільської ради є сільськогосподарське виробництво.

## Населення
За переписом населення України 2001 року в сільській раді мешкала 781 особа.

### Мова
Розподіл населення за рідною мовою за даними перепису 2001 року:
| Мова       | Відсоток |
| ---------- | -------- |
| українська | 99,37 %  |
| російська  | 0,51 %   |
| білоруська | 0,13 %   |